# Грчка ватра
Грчка ватра (старогрчки Ὑγρὸν Πύρ, хигрон пир, новогрчки Υγρό Πυρ, игро пир, „течна ватра“) је византијски изум који су користили као оружје у поморским биткама. У Византији била је позната исто као „морска ватра“ или „римска ватра“ (пошто су Византинци себе сматрали Ромејима, тј. Римљанима).
Ради се о течном пламену који се избацивао из неке врсте сифона који су се називали стрепте. Никада се није сазнао прави хемијски састав ове запаљиве течности, али се сматра да је сигурно један од основних састојака била шалитра.
Грчку ватру је, према Теофану, измислио архитекта Калиник из града Хелиопоља који се тада налазио у Сирији или Египту и донео ју је у Цариград нешто пре почетка прве арапске опсаде (674—678). Захваљујући грчкој ватри, Византинци су успешно одбили нападе Арабљана на Цариград, и то не само 674—678, него и другу велику опсаду Арабљана 717. године.
Дуго времена непријатељи Византије једноставно нису налазили начина да се одбране од овог убојитог оружја. Према Јовану Кинаму, византијском историчару 12. века, тек неколико векова касније флоте италијанских република су пронашле начина да заштите своје бродове облажући их тканинама натопљеним у сирће. Георгије Пахимер, византијски историчар из 14. века, каже да су Ђеновљани своје бродове штитили осушеним волујским кожама.

## Историја
Запаљиво и пламено оружје коришћено је у ратовању вековима пре него што је измишљена грчка ватра. Оно је укључивало бројне мешавине на бази сумпора, нафте и битумена. Запаљиве стреле и лонци који су садржавали запаљиве материје окружене калтропима или шиљцима, или лансираним катапултима, користили су Асирци још у 9. веку пре нове ере, а широко су коришћени и у грчко-римском свету. Даље, Тукидид помиње да је у опсади Делијума 424. п. н. е. коришћена дугачка цев на точковима која је издувала пламен напред користећи велике мехове. Римски аутор Јулије Африкан, који је писао у 3. веку нове ере, бележи мешавину која би се запалила при одговарајућој топлоти и интензивној сунчевој светлости, те је коришћена у гранатама или ноћним нападима:
 Аутоматска паљба такође по следећој формули. Ово је рецепт: узмите једнаке количине сумпора, камене соли, пепела, громног камена и пирита и добро истуците у црни прах на подневном сунцу. Такође у једнаким количинама сваког састојка помешати смолу црног дуда и закинтски асфалт, потоњи у течном облику и да слободно тече, што резултира производом чађаве боје. Затим додајте на асфалт најмању количину негашеног креча. Али пошто је сунце у зениту, треба га пажљиво ударати и заштитити лице, јер ће се изненада упалити. Када се запали, треба га затворити у неку врсту бакарне посуде; на тај начин ћете га имати на располагању у кутији, без излагања сунцу. Ако желите да запалите непријатељско наоружање, увече ћете га намазати, било по оружју или неком другом предмету, али тајно; кад сунце изађе, све ће изгорети.
 У поморском рату, византијског цара Анастасија I (в. 491–518) бележи хроничар Јован Малалас да је саветовао филозоф из Атине по имену Прокло да употребе сумпор за спаљивање бродова побуњеничког генерала Виталијана.